# Ліндон (Кентуккі)
Ліндон (англ. Lyndon) — місто (англ. city) в США, в окрузі Джефферсон штату Кентуккі. Населення — 11 008 осіб (2020).

## Географія
Ліндон розташований за координатами 38°15′47″ пн. ш. 85°35′16″ зх. д. / 38.26306° пн. ш. 85.58778° зх. д. (38.263001, -85.587871).  За даними Бюро перепису населення США в 2010 році місто мало площу 9,41 км², з яких 9,32 км² — суходіл та 0,09 км² — водойми.

## Демографія
Згідно з переписом 2010 року, у місті мешкали 11 002 особи в 5374 домогосподарствах у складі 2585 родин. Густота населення становила 1170 осіб/км².  Було 5684 помешкання (604/км²).
Расовий склад населення:
| - 80,4 % — білих - 11,4 % — чорних або афроамериканців - 2,1 % — азіатів - 0,2 % — корінних американців - 3,3 % — осіб інших рас |

До двох чи більше рас належало 2,6 %. Частка іспаномовних становила 6,9 % від усіх жителів.
За віковим діапазоном населення розподілялося таким чином: 20,0 % — особи молодші 18 років, 67,6 % — особи у віці 18—64 років, 12,4 % — особи у віці 65 років та старші. Медіана віку мешканця становила 33,0 року. На 100 осіб жіночої статі у місті припадало 95,6 чоловіків;  на 100 жінок у віці від 18 років та старших — 91,5 чоловіків також старших 18 років.
Середній дохід на одне домашнє господарство  становив 62 396 доларів США (медіана — 50 708), а середній дохід на одну сім'ю — 75 018 доларів (медіана — 62 515). Медіана доходів становила 42 486 доларів для чоловіків та 43 583 долари для жінок. За межею бідності перебувало 11,1 % осіб, у тому числі 19,0 % дітей у віці до 18 років та 2,1 % осіб у віці 65 років та старших.
Цивільне працевлаштоване населення становило 6131 осіб. Основні галузі зайнятості: освіта, охорона здоров'я та соціальна допомога — 20,8 %, роздрібна торгівля — 14,4 %, мистецтво, розваги та відпочинок — 13,7 %.